# Chaplin à Bali
Pour plus de détails, voir Fiche technique et Distribution.
Chaplin à Bali est un  documentaire retraçant le voyage du comédien et cinéaste Charlie Chaplin à Bali, réalisé par Raphaël Millet et sorti en 2017.

## Synopsis
En 1932, alors qu’il est en pleine crise de la quarantaine accentuée par l’arrivée du cinéma parlant, Chaplin décide de ne pas rentrer à Hollywood après sa tournée européenne pour promouvoir Les Lumières de la ville. Au lieu de cela, il s’échappe à Bali, en compagnie de son demi-frère Sydney.
L’île, où il est quasiment inconnu des habitants, lui semble être un havre de paix. Fasciné par la sérénité de la vie balinaise, Chaplin trouve dans les danses balinaises qu’il se met à filmer sur place une source de renouvellement et d’inspiration.
Bali l’aide à vaincre sa crainte du passage au son, et lui permet de se lancer dans une nouvelle phase de sa carrière de cinéaste, ouvrant ainsi la voie aux Temps modernes, film dans lequel il fait mieux que se mettre à parler : il chante.

## Production
Chaplin à Bali est une coproduction franco-singapourienne entre Nocturnes Productions et Phish Communications, en partenariat avec l'Université de technologie de Nanyang. Le film a obtenu le soutien financier du CNC via le COSIP et du Fonds Pacifique, ainsi que la participation de la chaîne OCS Géants et de la RTBF.
Raphaël Millet trouve son sujet de documentaire alors qu'il fait des recherches sur l'artiste Walter Spies. Il découvre que ce dernier a accueilli Chaplin à Bali. Dans un entretien donné au Petit Journal en 2017, il raconte : « [...] un jour, j'ai découvert que Chaplin avait, pendant son premier voyage balinais de 1932, filmé sur l'île [...] j'ai alors senti qu'il y avait là un vrai sujet, qui méritait d'être traité ».
Le réalisateur commence alors ses recherches en 2013, avec l'aide de Kate Guyonvarch, directrice exécutive de l'Association Chaplin, et présente avec elle le projet au festival Il cinema ritrovato à Bologne,.
Le tournage a eu lieu en plusieurs étapes de mai à septembre 2016, à Bali, notamment au temple Samuan Tiga dans le village de Bedulu, ainsi qu'à Singapour pour la scène de danse filmée sur le plateau de tournage de l'Université de technologie de Nanyang. La danse recréée à cette occasion est un legong nommé Kupu-Kupu Carum (i.e. danse du papillon), typique du village de Bedulu,  spécifiquement rechorégraphié pour le film par la chorégraphe indonésienne Bulantrisna Djelantik, et interprété par la danseuse Ni Wayan Phia Widari Eka Tana. Cette danse est celle que Walter Spies avait tenu à montrer à Charlie et Sydney Chaplin en 1932, à Bedulu.

## Musique
Le thème principal du film appelé "Ensemble indonésien" a été composé et interprété par Teo Wei Yong, un musicien singapourien spécialisé dans la musique de film. Teo Wei Yong a également composé et interprété d'autres pièces telles que "Silent Film Blues", "A New Art Form", "Journey Theme" , "United Artists", "After Years", "Thème Bali", "Eyedrop", "Revue" et "Exile".
La musique pour piano a été composée et interprétée par la musicienne française Camille Fabre, avec des pièces explorant les gammes pentatoniques typiques de nombreuses traditions musicales asiatiques, par exemple dans "Voyage en pentatonie" et "Variations autour d'un voyage en pentatonie". Camille Fabre a également composé et interprété « Chaplin 1932 », « L'Invitation au voyage » et « Mélancolie Chaplin ».
Enfin, la musique de gamelan si typique de Bali et utilisée pour accompagner la plupart des scènes de danse a été interprétée par le groupe Sekaa Gong Dewi Sri, dirigé par Nyoman Sumerta. Cette musique est notamment celle du legong Kupu-Kupu Carum sur laquelle la danseuse Ni Wayan Phia Widari Eka Tana danse.

## Fiche technique
- Titre : Chaplin à Bali
- Réalisation : Raphaël Millet
- Cinématographie : Lucas Jodogne et Raphaël Millet
- Musique originale : Teo Wei Yong, Camille Fabre et Sekaa Gong Dewi Sri
- Son : Gervaise Demeure et Luc Thomas
- Montage : Bertrand Amiot
- Production : Nocturnes Productions, Man's Films, Phish Communications
- Producteurs : Marion Hänsel, Olivier Bohler, Shirlene Noordin
- Pays d'origine :   France
- Langue : français
- Genre : documentaire
- Durée : 80 minutes
- Date de sortie : 2 juillet 2017

## Festivals
- MIPTV Cannes 2017
- Doc Corner – Marché du film de Cannes 2017
- Bali International Film Festival (Balinale[6]) 2017 – film d’ouverture[7] le 24 septembre 2017 au Cinemaxx Theatre[8], Kuta - Prix du Public
- Vancouver International Film Festival[9]
- Pune International Film Festival
- Festival des écrivains et des lecteurs d'Ubud[10]

## Pays de diffusion
- Belgique[11]
- Tchéquie[12]
- Pologne[13]
- Portugal
- Finlande[14]